# Zwanenburg (Heerde)

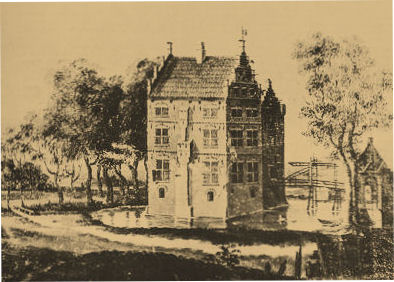
Kasteel Zwanenburg te Vorchten rond 1645. Afgebeeld zijn de west- en noordgevel.

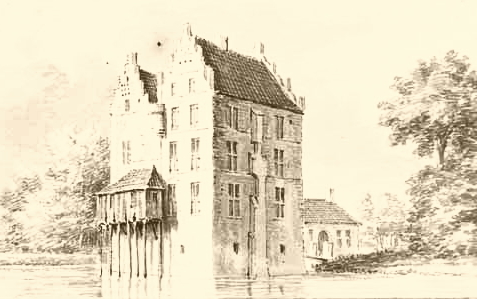
Kasteel Zwanenburg in het tweede kwart van de 18e eeuw. Afgebeeld zijn de zuid- en westgevel.

Zwanenburg of Swanenburgh was een kasteel in Vorchten bij Heerde.

## Kasteelheren
In de zestiende eeuw was Zwanenburg in bezit van de familie Van Essen.
Johan Godfried van Ensse (-1664) werd door zijn huwelijk in 1650 met Catharina Sophia van Essen, erfdochter van Zwanenburg, eigenaar van het kasteel Zwanenburg. Hij was al bezitter van de havezate De Groote Scheere te Holthone bij Coevorden en drost van Coevorden en Salland.
De zoon van Johan Godfried, Engelbert Riquin van Ensse, vestigde zich op de Zwanenburg nadat De Groote Scheere was opgeblazen aan het eind van de Tweede Münsterse Oorlog (1672-74).

## Rooms-katholiek bolwerk
De Van Ensses waren fel rooms-katholiek en Zwanenburg was een rooms toevluchtsoord op de overwegend protestantse Veluwe.
Omstreeks 1630 vond een vervolgde r.k. priester bescherming op het kasteel. Een van de vertrekken werd in 1638 ingericht als kapel waarin de priester de mis hield en de sacramenten bediende.
In het kasteel werden ook relikwieën van de Lebuïnuskerk van Deventer bewaard.
Uiteindelijk kwam het kasteel in protestantse handen en werd in 1829 gesloopt.